# اعترافات آگوستین قدیس

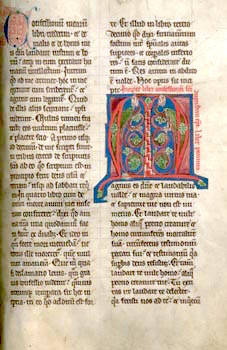
کتاب اعترافات

اعترافات کتابی است که اورلیوس اوگوستینوس، مشهور به آگوستین قدیس متفکر و فیلسوف اهل کارتاژ در شمال آفریقا آن را در سال ۴۰۰ میلادی به زبان لاتین نوشته‌است. این کتاب شامل ۱۳ قسمت مجزا بوده و مجموعه‌ای از شرح احوال و افکار و اعتراف به گناه‌های نویسنده را در برمی‌گیرد.

## موضوع کتاب
با آنکه وی کتاب اعترافات را در زمانی که یک اسقف عالی‌مقام بوده نوشته‌است، شدت پشیمانی او و اعتراف و طلب بخشایش حتی از گناهان کوچک حیرت‌آور است. اعترافات که از دوران نوجوانی به صورت خودزندگی‌نامه شروع شده و با اعتراف به دوری از عشق به پروردگار علیه نفس و هواهای نفسانی اقامه دعوا می‌نماید. او عشق الهی را با تاروپود مطالب فلسفی و کلامی درمی‌آمیزد و بزرگ‌ترین گناه را دوری از عشق پروردگار و عدم درک توحید می‌داند. مناجات او در این کتاب، پرسوزوگداز و از زبان عاشقی دردمند است.

## نمونه مطالب
تو خدای من، حیات من و سرور قدسی منی، اما آیا در وصف تو به همین می‌توان بسنده کرد؟ آیا هیچ‌کس توان آن را دارد که به حد کفایت تو را وصف کند؟ بدا بحال کسانی که در مورد تو سکوت می‌کنند زیرا حتی آنانکه در فصاحت و بلاغت از همه گوی سبقت را ربوده‌اند، قادر نیستند در وصف تو لفظ و تعبیری بیابند.
من چرا تا این حد برای تو مهم هستم، که امر فرموده‌ای تا عاشقت باشم؟ و اگر در این عشق کامروا نگردم به خشم می‌آیی و مرا به رنجی عظیم انذار می‌دهی، آیا عدم عشق به تو، خود بقدر کافی دردآور نیست؟